# David Nelting
Hans Christian David Nelting (* 15. August 1971 in Aachen) ist ein deutscher Romanist und Literaturwissenschaftler. Seit 2007 ist er Professor an der Ruhr-Universität Bochum. Er lebt mit seiner Familie in Bochum.

## Leben und Wirken
David Nelting wuchs in der belgischen Gemeinde Raeren auf und besuchte dort die Grundschule. Anschließend ging er auf die katholische Jungenschule Collège Patronné (Pater-Damian-Sekundarschule), wo er 1989 das Abitur ablegte.
Von 1989 bis 1994 studierte er an der RWTH Aachen Romanische Literaturwissenschaft, Kunstgeschichte und Romanische Sprachwissenschaft. 1996 wurde er bei Hans Felten mit einer Arbeit zu Alain Robbe-Grillet und dem Nouveau Roman zum Dr. phil. promoviert.  Nach Lehraufträgen an den Universitäten Marburg und Chemnitz wurde er 1999 Wissenschaftlicher Assistent an der TU Chemnitz, 2001 an der LMU München. 2005 habilitierte Nelting sich im Fach Romanische Philologie an der LMU, die daraus folgende Habilitationsschrift trägt den Titel Frühneuzeitliche Pluralisierung im Spiegel italienischer Bukolik. Sie ist die erste deutsche Monographie zur Bukolik und zeigt, wie der (rinascimentale) Wettstreit um Autorität über die Grenzen der Fiktion hinaus rückwirkt.
Anschließend an die Habilitation wurde David Nelting Wissenschaftlicher Mitarbeiter im Forschungsprojekt zur „Autorschaft in der italienischen Frühen Neuzeit“, in dem ebenfalls der Autor in seiner neuen Rolle als Bürge des eigenen Werkes am Übergang von Mittelalter und Renaissance diskutiert wurde.
2007 nahm Nelting den Ruf auf eine Professur für „Romanische Philologie, insbesondere italienische Literatur“ der Ruhr-Universität Bochum an.
Die Forschung zur Autorschaft führte Nelting in Bochum in verschiedenen Projekten fort. Aus dem Projekt „Singularisierung – Sodalisierung. Poetische Selbstautorisierung in der italienischen und französischen Literatur der Frühen Neuzeit“ gingen Publikationen u. a. zu Dante, Francesco Petrarca, Pietro Bembo, Pietro Aretino, Joachim Du Bellay und Giovan Battista Marino hervor, die vor allem zeigen, wie die Autoren ihre Autorität immer sowohl gemeinschaftlich aus einem echten oder fiktiven Kollektiv ziehen, als auch sich selbst in ihrem Werk als außergewöhnliche Autorfiguren herausstellen. 2021 erschien dazu der Sammelband Poetische Selbstautorisierung in der Frühen Neuzeit. Denkvoraussetzungen und Modelle. Daran anschließende Projekte führen bis in den Barock und beschäftigen sich vor allem mit Torquato Tasso und Giovan Battista Marino.
Seit 2015 ist Nelting Mitherausgeber des Romanistischen Jahrbuches.
Er übt Gutachtertätigkeiten für die Leopoldina-Nationale Akademie der Wissenschaften, für die DFG, die Alexander-von-Humboldt-Stiftung und die Fritz Thyssen Stiftung aus.
Nelting ist Mitglied im Rotary Club, im rotarischen Jahr 2020/2021 bekleidete er das Amt des Präsidenten.

## Publikationen
- Autorité et constitution d’autorité poétique dans la première modernité: Pétrarque et Joachim Du Bellay, in: Savoirs en Prisme (revue en ligne) 3 (2014).[13]
- „…per sonare un poco in questi versi… Dichterische  Autorität und Selbstautorisierung bei Dante (Inf. IV - Par. XXXIII)“, in:  Susanne Friede / Michael Schwarze (Hg.), Autorschaft und Autorität in den  romanischen Literaturen des Mittelalters, Berlin 2015, S. 74–95.
- „Autorità poetica e performatività metafittizia: la messinscena del personaggio di Fileno nell’opera di Giovan Battista Marino“, in: Josep Solervicens (Hg.): Metaficció: Renaixement & Barroc (Poètiques, 5), Punctum, Barcelona 2018, S. 27–56.
- „Un sogno cheto perché gli rivelasse alto decreto… On the Poetic and Epistemic Significance of the Dream in Torquato Tasso’s Gerusalemme liberata“, in: Dietrich Scholler / Xuan Jing (Hg.), Traumwissen und Traumpoetik von Dante bis Descartes, Göttingen 2020, S. 155–177.
- „Allegorismus und Realismus in Elio  Vittorinis Conversazione in Sicilia“,  in: Bernhard  Huss / David Nelting (Hg.), Schriftsinn  und Epochalität. Zur historischen Prägnanz allegorischer und symbolischer  Sinnstiftung, Heidelberg 2017, S. 391–411.
- „…le plaisir tout nouveau d’une excursion  maritime… Überlegungen zu einer Prolepse in Flauberts  L’Education sentimentale“, Zeitschrift  für französische Sprache und Literatur 127 (2017), S. 59–76.
- (mit Rosemary Snelling, Hgg.): Poetische Selbstautorisierung in der Frühen Neuzeit. Denkvoraussetzungen und Modelle, Berlin: De Gruyter 2021.
- „Torquato Tasso e la sua risposta al  Rinascimento plurale“, in: Giulio Busi / Silvana Greco (Hg.), Rinascimento  plurale. Ibridazioni linguistiche e socioculturali tra Quattro e Cinquecento,  Castiglione delle Stiviere 2021, S. 157–182.